# Малый Златоустинский переулок
Ма́лый Златоу́стинский переу́лок (в 1923—1993 годах — Ма́лый Комсомо́льский переу́лок) — улица в центре Москвы (Басманный район) между Большим Златоустинским и Армянским переулками — Малый Златоустинский переулок начинается от Большого Златоустинского, проходит на восток и после нескольких поворотов выходит на Армянский переулок.

## Происхождение названия
Название этого переулка (как и Большого Златоустинского) возникло в XVIII веке; дано (с искажением) по древнему Златоустовскому (Златоустинскому) монастырю, впервые упоминаемому в 1412 году как «монастырь Ивана Златоустаго вне града Москвы». В 1923—1993 годах переулок именовался Малым Комсомольским по находившемуся по соседству Центральному комитету ВЛКСМ. В 1993 году ему было возвращено историческое название.
До XX века ансамбль Златоустовского монастыря дошёл в виде строений начала-середины XVII века, практически все они были снесены к 1933 году, на освободившемся месте в 1930-х годах возведена жилая застройка (Большой Златоустинский переулок, № 3а, стр. 2, № 3—5, стр. 1).

## Примечательные здания и сооружения

### По нечётной стороне
№ 1/11, стр. 1, дом и школа Матвея Казакова
, здание XVIII века, архитектор Матвей Казаков. В этом доме архитектор жил и работал последние 30 лет своей жизни, здесь находилась его Архитектурная школа. В 2014 году здание передано на баланс управления делами президента РФ.
№ 3, стр. 1 и 3, городская усадьба М. Ф. Казакова — Е. М. Татищевой
, здание середины XVIII—XX веков, архитекторы — Матвей Казаков, Константин Быковский, Г. С. Грачев.
№ 5, келейный корпус Златоустовского монастыря
Двухэтажный дом 1862 года постройки, единственное строение, оставшееся от снесённого в советские годы монастыря. В здании находится Культурно-просветительский центр во имя святителя Иоанна Златоуста при церкви Космы и Дамиана на Маросейке.
№ 7, стр. 1.
Изначально школа. Автор проекта архитектор Барщ, Михаил Осипович. Построена в 1934—1935 годах.
Нынче в здании расположен Финансовый университет при Правительстве РФ.
№ 9/2
Здание занимает детский сад № 2032
№ 13/2/9, доходный дом П. А. Хвощинского
Здание 1896 года постройки, архитектор — Игнатий Залесский.

### По чётной стороне
- № 2 (левое стр.) — доходный дом (1910, архитектор Павел Щетинин).
- № 4 — дом Императорского человеколюбивого общества (1877—1878, архитектор Виктор Веригин). Первоначально здесь находился приют для детей воинов, убитых на войне, в начале XX века в здании размещалось Московское архитектурное общество.
- № 6 — в здании находится проектный институт «Нефтеспецстройпроект».
- № 8, стр. 2 — жилой дом. Здесь жил реставратор Савва Ямщиков[2].
- № 10 — доходный дом Фроловых (1873, архитектор Андрей Стратилатов).
- № 10, стр. 3а — палаты Муханова (XVII век).

## Транспорт
В переулке одностороннее движение, в направлении к Большому Златоустинскому.